# Joseph Nafaa
Joseph Nafaa (* 14. März 1969 in Andket, bei Tripoli Libanon) ist ein Geistlicher der maronitisch-katholischen Kirche und Kurienbischof am Patriarchat von Antiochien.

## Leben
Joseph Nafaa empfing am 14. September 1995 das Sakrament der Priesterweihe für die Erzeparchie Tripoli.
Die Synode der syrisch-maronitischen Kirche von Antiochien wählte ihn zum Kurienbischof am Patriarchat in Beirut. Papst Franziskus bestätigte die Wahl am 17. Juni 2016 und ernannte ihn zum Titularbischof von Aradus. Die Bischofsweihe spendete ihm der Patriarch von Antiochia, Béchara Boutros Kardinal Raï, am 3. August desselben Jahres. Mitkonsekratoren waren Erzbischof Georges Bou-Jaoudé, Erzbischof von Tripoli im Libanon, und Erzbischof Paul Nabil El-Sayah, emeritierter Kurienerzbischof am maronitischen Patriarchat von Antiochien.